# 화성 당성
화성 당성(華城 唐城)은 대한민국 경기도 화성시 서신면에 있는 삼국시대의 성곽이다. 당항성(黨項城 / 党項城) 또는 당성진(唐城鎭)이라고도 한다. 1971년 4월 15일 대한민국의 사적 제217호로 지정되었다.

## 개요
계곡을 둘러 쌓은 포곡식 산성으로 남북으로 길다란 네모에 가까운 형태를 하고 있다. 현재는 동문·남문·북문 터와 우물터, 건물터가 남아있으며, 성의 내벽은 흙으로 쌓고, 외벽은 돌로 쌓았다.
이 지역은 처음에는 백제의 영역이었다가, 475년 고구려가 점령하고 당성군이라 하였으나, 551년 신라가 이 지역을 점령하여 당항성이라 하였다. 바다를 건너 중국과 통하는 길목의 역할을 하던 곳이다. 성벽은 쌓은 벽이 무너져 마치 흙과 돌을 합쳐서 쌓은 것처럼 보이지만, 흙성의 성벽을 돌로 쌓아 올린 흔적이 남벽 쪽에 약간 남아있다.
당성이 소재하는 남양지역은 지금은 화성시이지만, 신라 경덕왕(757년) 때는 당은군으로서, 중국과의 교통로로서 중요한 구실을 하였으며, 신라 후기 829년에는 이곳에 당성진을 설치해서 청해진과 함께 신라 해군의 근거지로 중요시되었던 곳이다. 이곳은 당항성과 관련되는 가장 중요한 유적의 하나로 손꼽히고 있다.

## 명칭 변경
1971년 사적 지정 당시 문화재 명칭은 당성(唐城)이었으나, 지역명 병기 및 한글 맞춤법(띄어쓰기)를 적용하여 2011년 7월 28일 화성 당성(華城 唐城)으로 명칭이 변경되었다.

## 정비 계획
문화재청은 사적 제217호 화성 당성(華城 唐城)의 체계적인 보존관리를 위해 종합정비계획을 수립·확정하고 화성시와 협의, 연차적으로 정비를 추진할 계획이다.

## 같이 보기
- 당성사적보존회
- 청해진
- 패강진
- 혈구진

## 참고 자료
- 화성 당성 - 국가유산청 국가유산포털
- 당성 - 화성시 문화관광